# Хлоропрен
Хлоропрен (Хлорбутадієн, 2-хлор-1,3-бутадієн), {\displaystyle {\ce {CH2=CCl-CH=CH2}}} — безбарвна рідина, tкип 59,4 °C. Сировина для отримання хлорпренових каучуків. Його полімер відомий під назвою неопрен (торгова марка компанії Дюпон).
Починаючи з 60-х років 20-го століття хлоропрен отримують з ацетилену через вінілацетилен
Пізніше більшого поширення набуло отримання хлоропрену з бутадієну.